# Sergio Berti
Sergio Ángel Berti Pizzani (Villa Constitución, 17 de febrero de 1969) es un exfutbolista argentino que jugaba de volante izquierdo.

## Trayectoria

### Comienzos
Surgido de las inferiores de Club Atlético Empalme, junto a jugadores de la talla de Abel Balbo, Alfredo Berti, Ariel Graziani, y Gustavo Raggio a las que ingresa a los 6 años de edad.
Ingresa a Boca Juniors, debutando en la Primera División del fútbol argentino en el año 1989. Venía de hacer una prueba en Independiente de Avellaneda pero fue su técnico José Pastoriza lo instó a acompañarlo en su incursión hacia el club de la Ribera, junto entre otros a un veterano Claudio Marangoni. Con Boca juega durante un año pero por problemas contractuales y mala relación con el cuerpo técnico, lo terminaron acercando a su archirrival River Plate.  Es por este motivo que ante el conflicto suscitado, el Club Atlético River Plate decidió ficharlo. Es el jugador más joven en toda la historia que pasa de Boca a River.

### Su etapa en River Plate y el fútbol europeo
Debuta en River en un duelo por Copa Libertadores ante Defensor Sporting de Uruguay. Se afianza en la posición de carrilero por izquierda y/o enganche. Por torneos locales debuta en la derrota de River ante Deportivo Mandiyú 2-1 el 16 de septiembre de 1990. En esta primera etapa con el millonario, Berti consiguió con el Torneo Apertura 1991. 
Poco tiempo después partió hacia Italia para jugar en el Parma dirigido por Nevio Scala en carácter de préstamo junto al colombiano Faustino Asprilla. El cupo de extranjeros que en aquel entonces regulaba el Calcio hizo que solo jugase cuatro partidos en el club italiano, que ya contaba con el arquero brasilero Claudio Taffarel, el belga Georges Grün, el sueco Tomas Brolin y el propio Asprilla, representado por Gustavo Mascardi, agente también del futbolista argentino. El club italiano solo podía reclutar tres stranieri en cancha. A pesar de esto, la bruja alza la Recopa Europea 1992/1993, venciendo en la final jugada en Wembley al conjunto belga Royal Antwerp. En la liga doméstica el conjunto parmesano finaliza tercero por detrás del Milan y el Internazionale. 
En su vuelta en 1993, jugó nuevamente dos años más en River, consiguiendo de esta forma el Torneo Apertura 1994 de manera invicta dirigido por Américo Rubén Gallego. Anteriormente había conseguido el Torneo Apertura 1993 y llegado a la final de la Copa Centenario de la AFA comandando un equipo juvenil. Se convirtió en figura indiscutida junto a jugadores de la talla de Ariel Ortega y Enzo Francescoli, que volvía de su paso por Europa para ese torneo.
Un nuevo préstamo en 1995 lo llevó esta vez hasta España, donde jugó por una temporada con el Real Zaragoza. En el equipo de la La Romareda disputa la final de la Supercopa Europea ante el Ajax de Ámsterdam. Una pelea con el técnico Víctor Fernández lo relegó al banco de suplentes, y lo hizo meditar el volver nuevamente al club argentino.
En su segunda vuelta a River, Berti estaba listo para el tipo de competencia que debería afrontar, pues el fútbol del exterior lo había forjado con mucha experiencia. Junto a jugadores como Ariel Ortega, Hernán Crespo, Enzo Francescoli, Juan Pablo Sorín, Celso Ayala, Marcelo Gallardo, y los juveniles Pablo Aimar y Santiago Solari, y bajo la dirección técnica Ramón Díaz, el millo alcanzó una racha de campeonatos histórica. Volvió al club en julio de 1996, pocos días después de la segunda conquista de la Copa Libertadores. Entre 1996 y 1997 ganó cuatro títulos de forma consecutiva: los torneos locales Apertura 1996 y 1997, el Clausura 1997 y la última edición de la Supercopa Sudamericana en 1997. Enemistado con Ramón Díaz, a comienzos de la temporada 1999-00 se fue al América de México. Allí jugó una semifinal de Copa Libertadores siendo amenazado de muerte por los barras de Boca Juniors en la previa a aquel partido.
Allí Berti ya no contaba con el mismo estado físico ni anímico de antes, producto de sus lesiones crónicas, por lo cual los directivos mexicanos lo ceden al Club Deportivo Irapuato. "Pretendían hacerme jugar a la fuerza con Irapuato y eso es hablar de esclavitud" decía. El jugador argentino demandó al América por incumplimiento de contrato y pacta su salida a un equipo árabe, el Al-Ain, durante la temporada 2000, donde juega un par de partidos.

### Últimos años
Finalmente en el 2001, Berti regresa al país para jugar con el recién ascendido Huracán por pedido de su técnico Carlos Babington que lo había tenido como jugador en su paso por River; donde a pesar de los pocos partidos en los que le tocó actuar dejó su huella sobre todo en un recordado gol que le marco a su clásico rival San Lorenzo de Almagro. Se retiró del club de Parque Patricios cuando no quiso enfrentar al club en donde pudo demostrar toda su jerarquía como jugador, River. A su salida de Huracán tuvo un paso breve por el Barcelona Sporting Club donde no logra adaptarse.  
Al poco tiempo dio sus últimos pasos como jugador en el club Livingston escocés, pero una pelea con un compañero, un juvenil de 18 años Richard Brittain en un amistoso de pretemporada ante el Morecambe FC, hizo que la directiva del club le rescindiera el contrato poniendo punto final a su carrera como jugador de fútbol, el 28 de julio de 2002.
En el balance puede decirse que River fue su lugar en el mundo, y el club donde mostró su gran fútbol casi con exclusividad. Con la banda jugó 169 partidos y marcó 39 goles. Hoy en día es recordado como uno de los jugadores más significativos de la institución, e idolatrado por la generación de los 90' que lo vio en su esplendor.

### Duelos y enemigos
Por su excesivo temperamento y carácter difícil (sumó 12 tarjetas rojas sólo en su paso por River) fueron antológicas sus peleas con rivales, árbitros, dirigentes y técnicos, entre los que se cuentan Carlos Heller, Roberto Cabañas , Blas Giunta, Diego Latorre, Diego Armando Maradona, Horacio Elizondo y técnicos como Víctor Fernández, Ramón Díaz, Carlos Kiese, y Alfredo Tena.

## Selección Argentina
Formó parte del ciclo del seleccionador Alfio Basile en tres partidos amistosos previos a la Copa América de 1991. Sin embargo, no sería convocado nuevamente hasta 1995, ya bajo la dirección técnica de Daniel Passarella.
Tras disputar las Copa América de 1995 y 1997, en 1998 fue convocado para competir en la Copa Mundial de Francia. Sería suplente en los dos primeros partidos, pero entraría faltando poco contra Croacia en el tercer partido de la fase de grupos. Jugaría en el alargue y marcaría el primer penal de la serie en el duelo de octavos de final ante Inglaterra. El equipo llegó hasta los cuartos de final donde cayó ante Países Bajos en un recordado y polémico partido. 
En total jugó 23 partidos y anotó un gol para la selección, disputando dos Copa América y un Mundial.

### Participaciones en Copas del Mundo
| Mundial                        | Sede    | Resultado        |
| ------------------------------ | ------- | ---------------- |
| Copa Mundial de Fútbol de 1998 | Francia | Cuartos de final |

### Participaciones en Copa América
| Copa América      | Sede    | Resultado        |
| ----------------- | ------- | ---------------- |
| Copa América 1995 | Uruguay | Cuartos de final |
| Copa América 1997 | Bolivia | Cuartos de final |

## Estadísticas
| Club          | País          | Años      | Partidos | Goles |
| ------------- | ------------- | --------- | -------- | ----- |
| Boca Juniors  | Argentina     | 1989-1990 | 6        | 1     |
| River Plate   | Argentina     | 1990-1992 | 51       | 14    |
| Parma         | Italia        | 1992-1993 | 4        | 0     |
| River Plate   | Argentina     | 1993-1995 | 55       | 16    |
| Real Zaragoza | España        | 1995-1996 | 14       | 0     |
| River Plate   | Argentina     | 1996-1999 | 63       | 9     |
| América       | México        | 1999-2000 | 21       | 3     |
| Al Ain        | EAU           | 2000      | 0        | 0     |
| Huracán       | Argentina     | 2001      | 10       | 4     |
| Barcelona     | Ecuador       | 2002      | 5        | 0     |
| Total carrera | Total carrera | 1988-2002 | 229      | 47    |

## Palmarés

### Campeonatos nacionales
| Título           | Club        | País      | Año    |
| ---------------- | ----------- | --------- | ------ |
| Primera División | River Plate | Argentina | A-1991 |
| Primera División | River Plate | Argentina | A-1993 |
| Primera División | River Plate | Argentina | A-1994 |
| Primera División | River Plate | Argentina | A-1996 |
| Primera División | River Plate | Argentina | C-1997 |
| Primera División | River Plate | Argentina | A-1997 |

### Campeonatos internacionales
| Título                 | Club         | Sede         | Año  |
| ---------------------- | ------------ | ------------ | ---- |
| Supercopa Sudamericana | Boca Juniors | Avellaneda   | 1989 |
| Recopa de Europa       | Parma        | Londres      | 1993 |
| Supercopa Sudamericana | River Plate  | Buenos Aires | 1997 |